# Tabebuia rufescens
Tabebuia rufescens är en katalpaväxtart som beskrevs av John Robert Johnston. Tabebuia rufescens ingår i släktet Tabebuia och familjen katalpaväxter. Inga underarter finns listade i Catalogue of Life.